# Begonia apparicioi
Espèce
Begonia apparicioi est une espèce de plantes de la famille des Begoniaceae.
L'espèce fait partie de la section Pritzelia.
Elle a été décrite en 1948 par Alexander Curt Brade (1881-1971). L'épithète spécifique apparicioi est un hommage à Apparicio, l'un des récolteurs de l'isotype en 1946.

## Répartition géographique
Cette espèce est originaire du pays suivant : Brésil.